# Chùa Trẻ

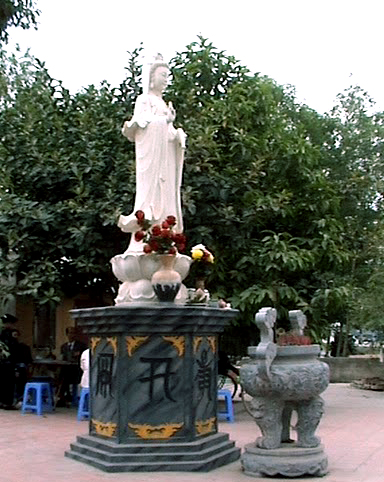
Quan Thế Âm Bồ Tát
CHÙA TRẺ thôn Yên Khê, Song Khê, tp Bắc Giang, tỉnh Bắc Giang Việt Nam

Chùa Trẻ hay còn gọi là (Mục Ngưu Tự) đã có cách đây khoảng trên 300 năm nằm tại thôn Yên Khê, Song Khê, tp Bắc Giang, Việt Nam.

## Lịch sử

### Cổ truyền
Theo tục truyền từ xa xưa ngôi Chù Trẻ thôn Yên Khê do nhà chùa và nhân dân thôn Yên Khê góp công, góp sức xây dựng nên, nhằm mục đích thờ cúng các linh hồn không có ai thừa nhận. Chùa thờ 3 ngôi tượng phật. Giữa thờ phật bà Quan Âm Bồ Tát. Hai bên có tượng thờ Đức Thánh. 
Do Chùa ở vị trí cách xa làng cho nên việc trông non Chùa thường giao cho trẻ Mục Đồng cai quản. 
Hàng năm thường lấy ngày mồng 8 tháng 4 âm lịch (Ngày Phật Đản) làm ngày cúng giỗ cho các linh hồn không có ai hương khói này. Dân làng chỉ tổ chức cúng Cháo gọi là ‘Cháo thí’ và gọi tất cả trẻ chăn Trâu về ăn. Qua nhiều năm tháng dân làng duy trì như vậy nên trở thành lệ làng Yên Khê, cũng từ đó ngôi Chùa cũng được gắn với tên Chùa Trẻ. (chùa của Trẻ Trâu hoặc chùa của Trẻ mục Đồng ).

### Trong kháng chiến
Trong thời kỳ kháng chiến chống thực dân Pháp, từ năn 1949 đến năm 1954 khu vực Chùa Trẻ có rất nhiều cây cối rậm rạp và địa thế thuận lợi cho phong trào hoạt động du kích ở địa phương, cho nên Chùa Trẻ Yên Khê được trọn làm vọng gác tiền tiêu rất quan trọng của Bộ Đội chủ lực và du kích địa phương thuộc 6 xã phía Tây Bắc Huyện Yên Dũng. 
Nơi đây dùng để quan sát mọi di biến động của giặc đóng ở thị xã Phủ Lạng Thương và các vùng phụ cận. Nhiều cuộc càn quét của địch từ căn cứ xuống các vùng xung quanh đều được phát hiện kịp thời từ vọng gác tiền tiêu quan trọng này, do đó đã tránh được những tổn thất cho nhân dân vùng địch hậu.
Mặt khác Chùa còn là nơi tập kết của các cán bộ Cách mạng được cử về hoạt động nắm tình hình Địch, gây dựng phong trào ở cơ sở. Đảm bảo an toàn cho cán bộ trước khi vào làng.
Khi Giặc Pháp phát hiện ra vọng gác vô cùng lợi hại này, chúng đã cho đại bác và súng cối bắn phá nhiều lần nhưng vọng gác Chùa Trẻ vẫn tồn tại. 
Đến năm 1953 khi thực dân Pháp cho mở cuộc càn quét với quy mô lớn vào xã Song Khê có máy bay và xe tăng yểm trợ. Bọn Giặc đã san bằng nhiều công trình văn hóa của làng trong đó có ngôi Chùa.

### Quá trình trùng tu
Sau hòa bình lập lại năm 1958 nhân dân thôn Yên Khê đã xây lại ngôi Chùa Trẻ, chủ yếu là lấy nơi cho nhân dân trú Mưa, trú Nắng, nghỉ ngơi khi đi làm Đồng. 
- Một thời gian dài sau đó ngôi Chùa không được sự trông nom, bảo quản chu đáo và không có điều kiện tu bổ thường xuyên nên ngôi Chùa đã hỏng hoàn toàn. Chỉ còn nền móng và một cây Ruối trên 300 tuổi vẫn xanh tươi quanh năm.
- Theo nguyện vọng của các tăng ni phật tử Chùa Hoa Khê Tự và sự quyết tâm của nhân dân Yên Khê muốn xây dựng lại ngôi chùa Trẻ này.
- Thực hiện nguyện vọng đó ngày mồng 2 tháng 10 năm Nhâm Ngọ(Tức ngày 6 – 11 – 2002) Chùa Trẻ chính thức được khởi công xây dựng lại với sự tham gia của các Đoàn thể và đông đảo nhân dân trong thôn, đóng góp của các phật tử xa gần(trưởng ban xây dựng, trưởng thôn: Trịnh Văn Thiết.
- Đến tháng 01 năm 2003 bàn giao cho ông Giáp Văn Nam trưởng thôn khóa 2003 - 2005), Ô Nguyễn Văn Mỳ BT chi bộ tiếp tục điều hành công tác xây dựng.
- Chùa được làm trên nền Chùa cũ và theo hướng cũ. Hoàn thành vào ngày 20 tháng 12 năm Nhâm Ngọ (tức ngày 22 – 1 – 2003).
- Trùng tu lần 2 xây dựng hậu cung. Khởi công ngày mồng 09 tháng 11 năm Canh Dần.(14/12/2010)
- Lễ khánh thành ngày 23 tháng 02 năm Tân Mão (27/03/2011). Trưởng ban xây dựng trưởng thôn: Giáp Văn Nam. BT chi bộ Trần Văn Yên

## Ngày lễ
Ngày mồng 8 tháng 4 hàng năm. Ngày Lễ Phật đản